# JFK Olimps
JFK Olimps/RFS was een Letse voetbalclub uit de hoofdstad Riga.
De club werd in 2005 opgericht omdat de hoogste divisie nog maar uit zeven clubs bestond. Het eerste elftal werd samengesteld uit spelers van FC Skonto Riga-2, FHK Liepājas Metalurgs-2 en FK Ventspils-2. De club werd zevende in de eerste klasse en verloor in de eindronde van Ditton Daugavpils en degradeerde zo naar de tweede klasse. In 2006 fuseerde de club met JFC Skonto Rīga (het tweede elftal van Skonto FC) en de restanten van het ter ziele gegane Venta Kuldīga werden hier bij gevoegd. De fusieclub werd kampioen en promoveerde opnieuw naar de eerste klasse. In 2008 degradeerde de club opnieuw. Nadat stadgenoot FK Riga zich om financiële reden moest terugtrekken uit de competitie, werd een fusie tussen beide clubs aangegaan en gingen de clubs als RFS/Olimps Riga verder in de Virslīga. In 2011 degradeerde de club nadat na play-off wedstrijden verloren werd van FK Spartaks. Voor het seizoen 2012 werd de club niet meer ingeschreven en opgeheven.
Van augustus 2008 tot april 2010 was Anton Joore trainer van de club.

## Historische namen
- 2005-2007: JFK Olimps
- 2008: JFK Olimps/ASK
- 2009-2010: JFK Olimps/RFS
- 2011-heden: JFK Olimps

## Erelijst
- Beker van Letland

Finalist: 2007
- 1.Liga (Tweede klasse)

2006

## In Europa
#Q = #kwalificatieronde, T/U = Thuis/Uit, W = Wedstrijd, PUC = punten UEFA coëfficiënten .
Uitslagen vanuit gezichtspunt JFK Olimps
| Seizoen | Competitie | Ronde | Land             | Club                   | Totaalscore | 1e W    | 2e W    | PUC |
| ------- | ---------- | ----- | ---------------- | ---------------------- | ----------- | ------- | ------- | --- |
| 2008/09 | UEFA Cup   | 1Q    | Vlag van Ierland | St. Patrick's Athletic | 0-3         | 0-1 (T) | 0-2 (U) | 0.0 |

## Bekende (ex-)spelers
- Valerijs Sabala